# Ruckus Tyler
Ruckus Tyler (auch Tylor) war ein US-amerikanischer Rockabilly-Sänger.

## Leben
Ruckus Tyler stammt aus Louisiana. 1956 nahm er in Kalifornien bei den Fabor Records zwei Platten auf. Rollin’ and A-Rockin’ ist sein bekanntester Titel. Im selben Jahr nahm er mit Tom Tall den Titel Don’t You Know auf. Ruckus Tyler kam kurze Zeit später bei einem Autounfall ums Leben.

## Diskografie
| Jahr | Titel                                                   | Plattenfirma  |
| ---- | ------------------------------------------------------- | ------------- |
| 1956 | Rollin’ and A-Rockin’ / Rock Town Rock                  | Fabor Records |
| 1957 | Don’t You Know / If You Know What I Know (mit Tom Tall) | Fabor Records |